# やる気
株式会社やる気とは、京都府京都市伏見区に本社を置き、焼肉店などをフランチャイズ展開する企業。

## 概要
1988年（昭和63年）2月大島聖貴が個人事業として「焼肉ほどり 祇園店」を創業。1996年（平成8年）5月に京都市左京区に「焼肉やる気 高野店」を開店すると、同年12月には株式会社やる気を設立した。以降「焼肉 やる気」「カルビ丼とスン豆腐専門店 韓丼」などのブランドで店舗を展開している。
2010年（平成22年）9月に1号店の新堀川本店が開店した「カルビ丼とスン豆腐専門店 韓丼」は、『日本初の焼肉のファストフード』を掲げている。2019年（平成31年・令和元年）には25店舗を出店し、2021年（令和3年）3月18日に開店した岐阜関店でグループ最多の60店舗に到達するなど、今やグループの店舗展開の中心となっている。

## 店舗

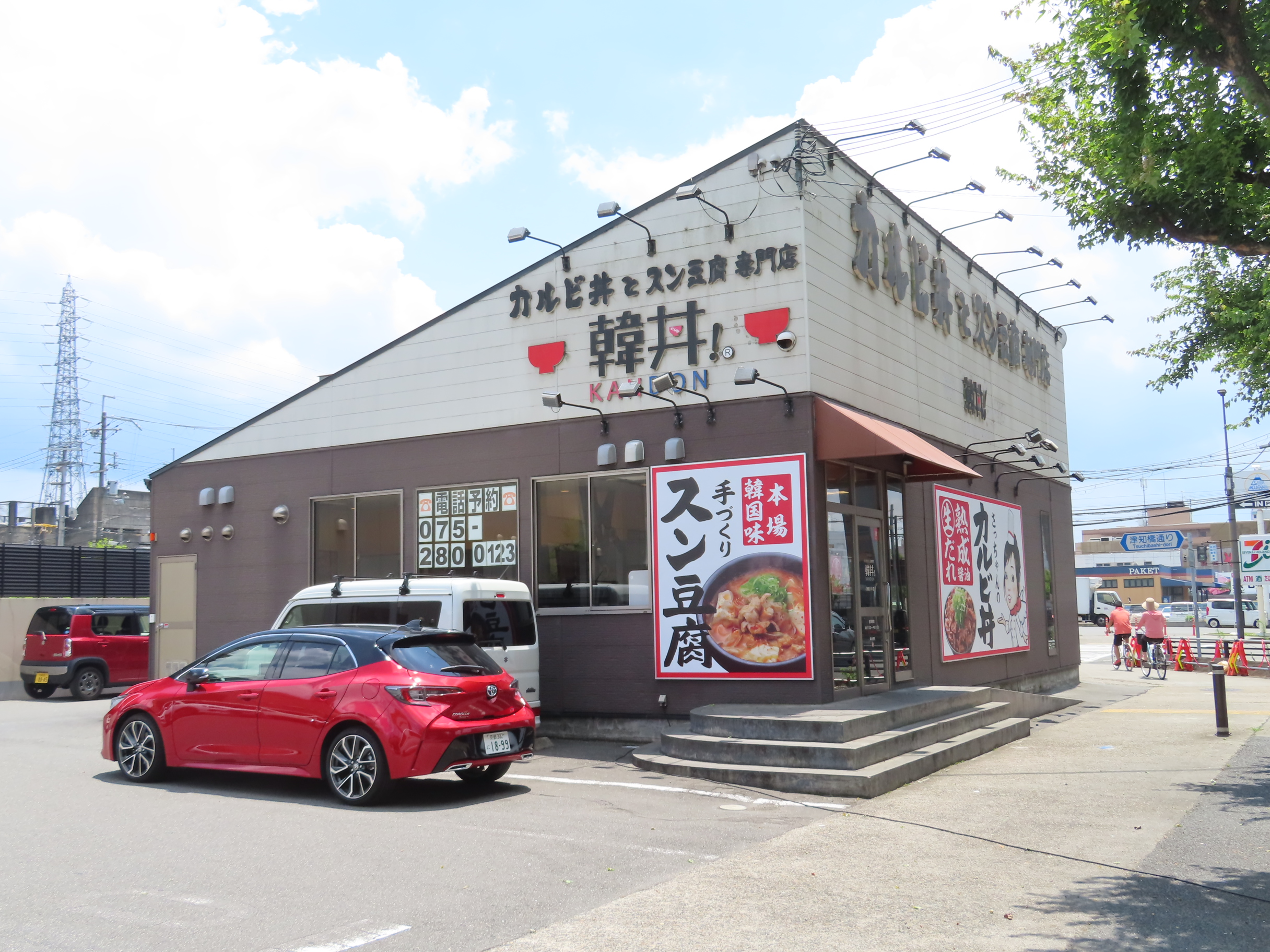
韓丼 新堀川本店 （京都市伏見区）
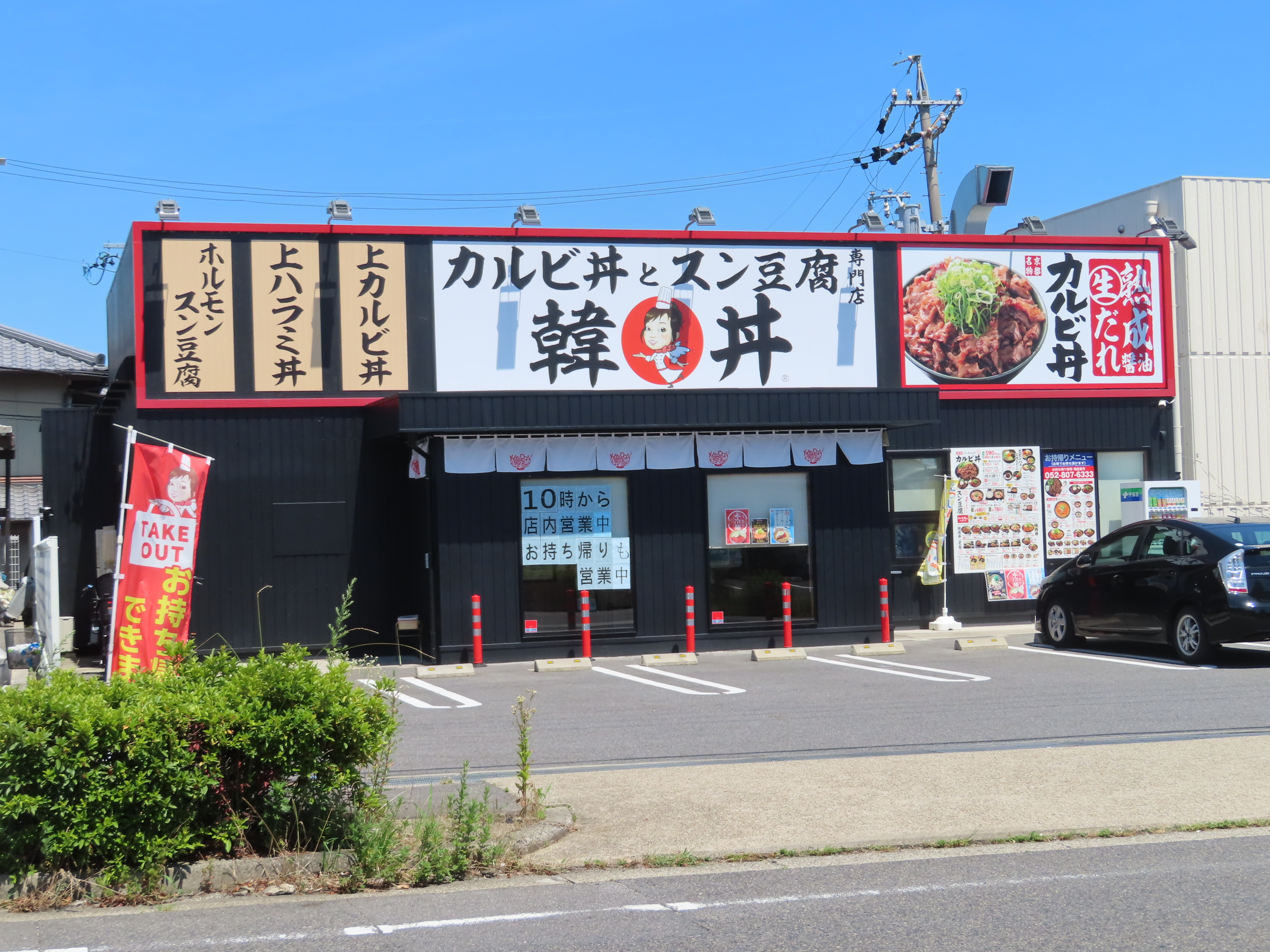
韓丼 日進店 （愛知県日進市）
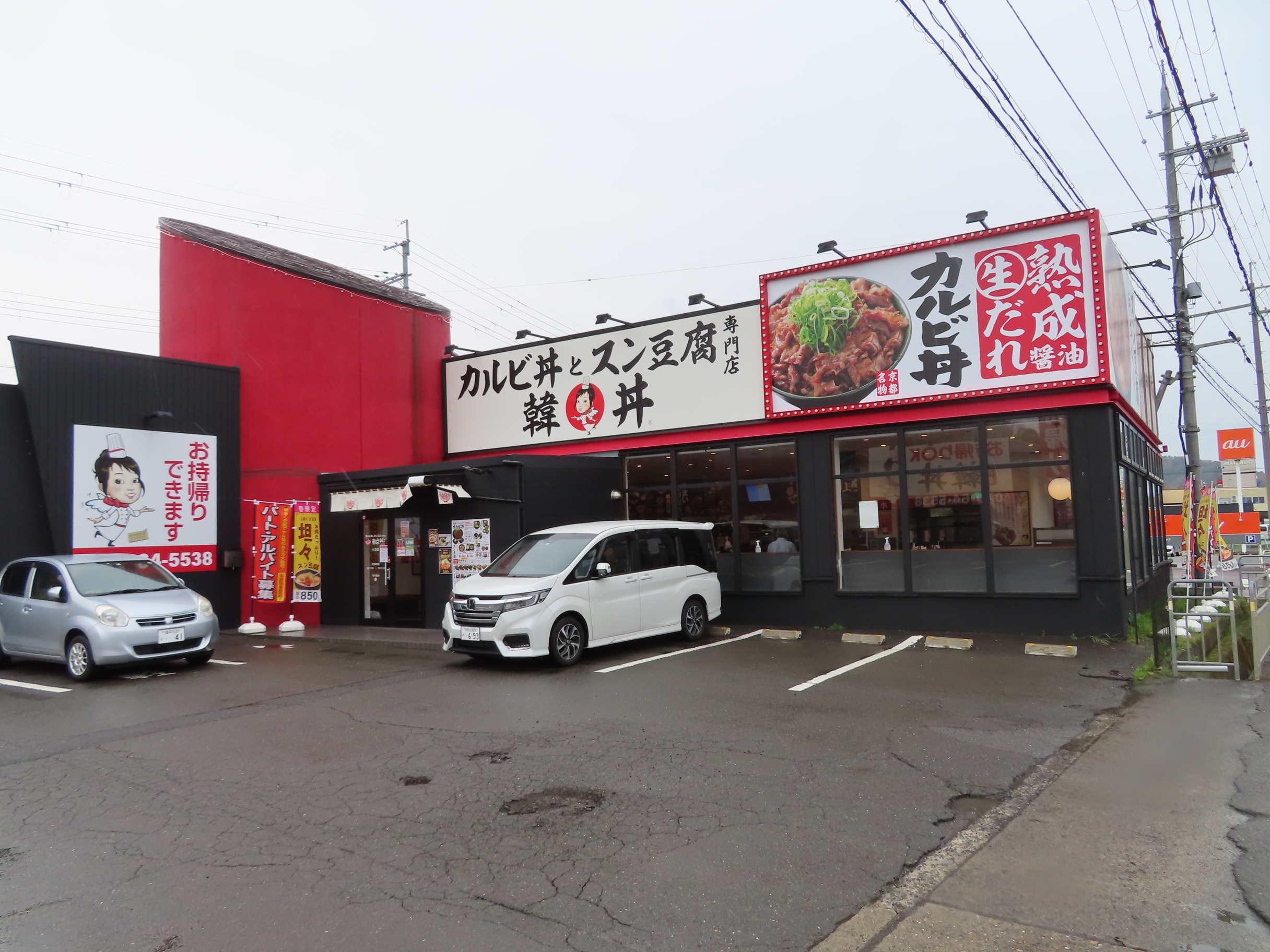
韓丼 小浜店 （福井県小浜市）

2023年10月時点。
焼肉 やる気、焼肉食べ放題 やる気
- 京都府：10
- 大阪府：1

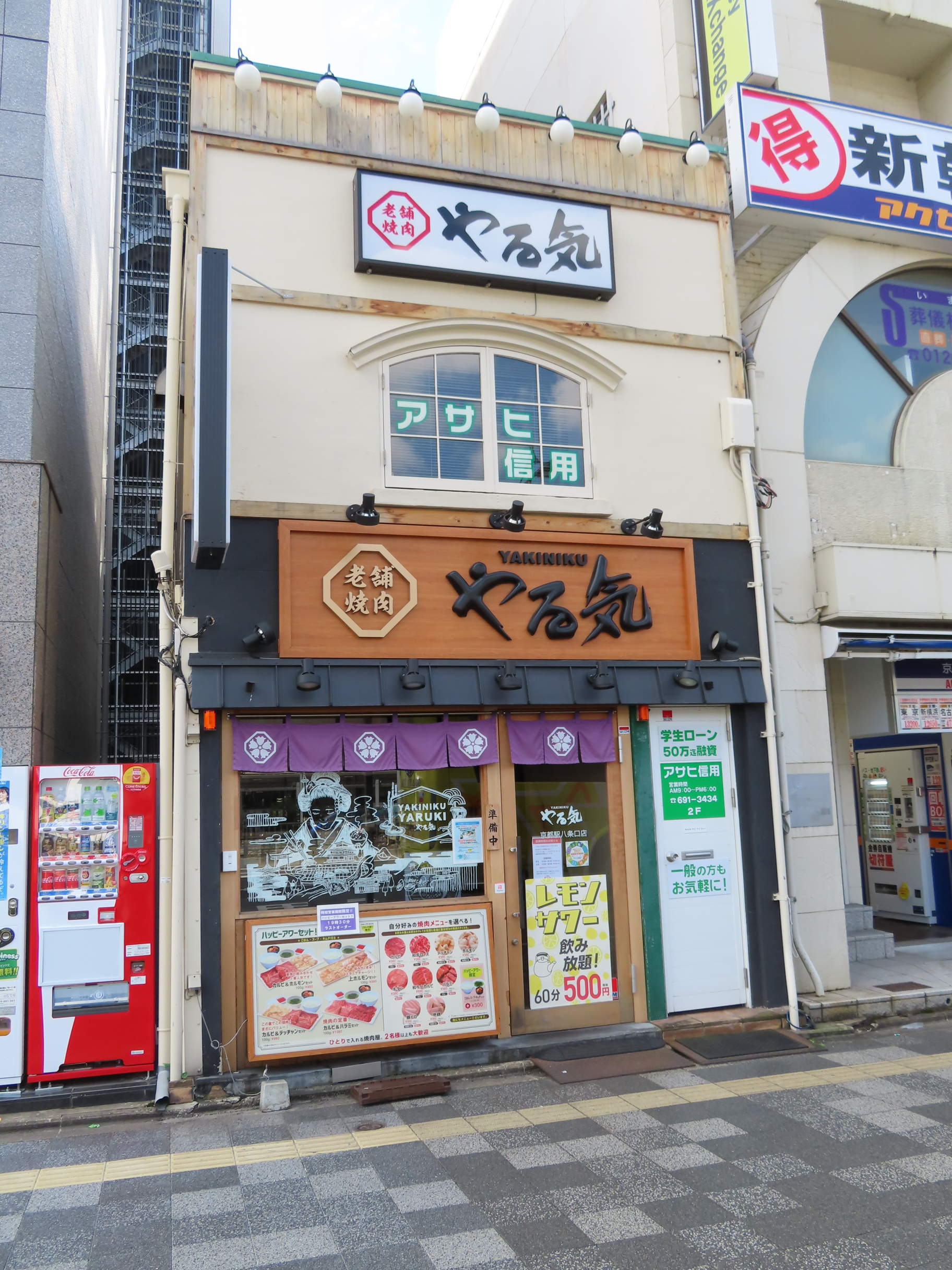
八条口店 （京都市南区）

カルビ丼とスン豆腐専門店 韓丼
- 京都府：4
- 秋田県：1
- 宮城県：1
- 山形県：1
- 茨城県：2
- 栃木県：2
- 群馬県：1
- 埼玉県：3
- 長野県：1
- 富山県：1
- 福井県：4
- 愛知県：18
- 岐阜県：4
- 三重県：4
- 静岡県：3
- 大阪府：1
- 兵庫県：1
- 滋賀県：1
- 和歌山県：1
- 岡山県：3
- 広島県：1
- 香川県：1
- 愛媛県：2
- 高知県：1
- 福岡県：4
- 佐賀県：1
- 熊本県：1
- 大分県：2

- 韓丼 新堀川本店
（京都市伏見区）
- 韓丼 日進店
（愛知県日進市）
- 韓丼 小浜店
（福井県小浜市）

鳥正
- 京都府：1

ひとり焼肉 やる気
- 京都府：1

フレンチ酒場 銀次郎、肉バル 銀次郎
- 京都府：2

肉割烹バル 牛牛-GYUGYU-
- 京都府：1